# Renata Borgatti
Répertoire
Claude Debussy
Renata Borgatti, née à Bologne le 2 mars 1894 et morte à Rome le 10 mars 1964, est une pianiste italienne.

## Biographie
Renata Borgatti est la fille de Giuseppe Borgatti, ténor wagnérien. Elle étudie d'abord la danse classique, mais l'abandonne au profit du piano et se spécialise comme concertiste de l'œuvre de Claude Debussy.
Lesbienne, elle se fixe à Capri, à partir de 1918, où la vie de bohême est mieux acceptée. Elle a plusieurs liaisons avec la baronne Mimi Franchetti, l'artiste américaine Romaine Brooks, qui fait son portrait, et l'autrice anglaise Faith Compton Mackenzie. Après avoir quitté Capri, elle poursuit une carrière de concertiste en Europe. Elle joue souvent dans les années 1920 avec la violoniste Olga Rudge, dont l'amant d'alors est Ezra Pound, à l'époque critique musical. Elle a une liaison avec la princesse de Polignac, célèbre mécène, puis elle se stabilise avec la musicienne Clara Haskil. Elle abandonne peu à peu la scène pour l'enseignement musical.
Elle meurt d'une leucémie à Rome, pendant que ses élèves, selon son désir, jouent La Passion selon saint Matthieu de Jean-Sébastien Bach.

## Images

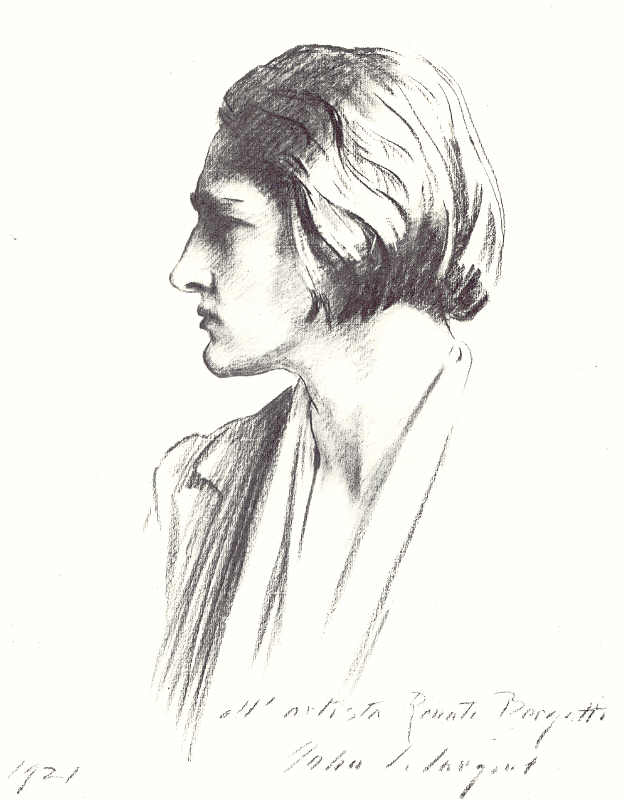
Portrait de Renata Borgatti par John Singer Sargent, en 1921.

## Source
- (it) Cet article est partiellement ou en totalité issu de l’article de Wikipédia en italien intitulé « Renata Borgatti » (voir la liste des auteurs).